# Жемчужина-Сочі
«Жемчужина-Сочі» (рос. НП «Футбольный клуб «Жемчужина-Сочи») — російський футбольний клуб з міста Сочі.

## Історія
Команда створена в 1991 році. Свою назву отримала від свого першого засновника — готелю «Жемчужина». Представляла також адміністрацію міста Сочі і однойменний футбольно-спортивний клуб. У чемпіонаті СРСР — у другій нижчій лізі і в кубку РРФСР в 1991 році. У кубку СРСР не грала. З 1992 в чемпіонаті Росії. У першому дивізіоні — в сезонах 1992 і 2000. З 2001 по 2003 і з 2008 — у другому дивізіоні. З 1993 по 1999 — у вищому дивізіоні. Найвище досягнення — 9-те місце в 1994 році. Основних успіхів команда досягла під керівництвом Арсена Найдьонова.
У 1992 році команда мала назву «Жемчужина-Амерус Ентерпрайзис» на честь фірми-спонсора Вілена Райкіса.
У 2003 році команда припинила існування. У 2007 році клуб був відроджений. У липні 2011 року клуб знову припинив своє існування і був відроджений в 2012 році. У квітня 2013 року «Жемчужина» втретє припинила своє існування.
За період з 1991 по 2013 роки в команді змінилося 13 тренерів.
| Сезон                      | Тренер                    |
| -------------------------- | ------------------------- |
| 1991—1997                  | Арсен Найдьонов           |
| 1998—1999 (до травня)      | Анатолій Байдачний        |
| 1999 (травень-червень)     | Гаур Афанасьєв (в. о.)    |
| 1999 (з червня)            | Віктор Антихович          |
| 2000                       | Арсен Найдьонов           |
| 2001                       | Іштван Секеч              |
| 2002                       | Назім Сулейманов          |
| 2003 (до жовтня)           | Арсен Найдьонов           |
| 2003 (з жовтня)            | Геннадій Бондарук (в. о.) |
| 2007                       | Арсен Найдьонов           |
| 2008 (до червня)           | Юрій Нестеренко           |
| 2008 (з червня)            | Геннадій Бондарук         |
| 2009—серпень 2010          | Олег Василенко            |
| серпень—вересень 2010      | Зураб Саная               |
| вересень-грудень 2010      | Олег Василенко            |
| грудень 2010-липень 2011   | Станіслав Черчесов        |
| квітень-жовтень 2012       | Олександр Тумасян         |
| листопад 2012-квітень 2013 | Юрій Биков                |

#### Арсен Найдьонов

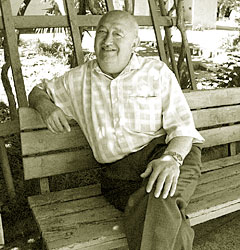
Арсен Найдьонов

Початок футбольного клубу «Перлина» був закладений 26 грудня 1990 року, коли мер Сочі Сергій Дерендяєв, який приїхав з Новоросійська, вирішив створити в місті команду за допомогою добре знайомого ще по Новоросійську Арсена Найдьонова.
Після довгих пошуків спонсорів, команду взяли під своє фінансування готель «Жемчужина» на чолі з Юрієм Арінцевим (який також 3 роки розміщував футболістів у готелі) й адміністрація міста Сочі. Дерендяев і Найдьонов зробили мрію сочинських любителів футболу реальністю: в місті з'явилася професійна (хоча такою її ще в той час назвати було не можна) команда. Клуб не мав великих коштів, спочатку допомогли 20 000 рублів, виділені вболівальником, а трохи пізніше з'явився Вілен Райкіс, американський єврей з російським минулим, господар компанії «Амерус Ентерпрайзіс», який виділив команді 300 000 рублів.
Заявившись вперше на другу лігу союзної першості, сочинська команда за один сезон змогла піднятися дивізіоном вище, зайнявши 1-ше місце з відривом у 7 очок (за 2-очковою системою), забивши більше всіх і пропустивши менше всіх. Саме в ті роки в сочинській команді став розкриватися талант, тоді ще молодого, перспективного форварда Гочі Гогрічіані, який стане головною надією сочінського футболу. Піднявшись рангом вище, команда не зупинилася на досягнутому і змогла через рік дістатися до вищого дивізіону. Під керівництвом Найдьонова команда грала в жорсткий футбол без будь-якої імпровізації, але, незважаючи на це, трималася у вищому дивізіоні і могла дати відсіч будь-якому фавориту.

#### Анатолій Байдачний
Після декількох років тренерства Найдьонову довелося за станом здоров'я покинути команду, йому на зміну прийшов Анатолій Байдачний — тренер з хорошим розумінням гри і тренувального процесу. За кілька років до приходу в сочинську команду Байдачний зумів привести мінське «Динамо» до золотих медалей чемпіонату Білорусі і з молодіжною збірною Сирії виграти кубок Азії. Приїхавши в Сочі, Байдачний відразу ввів жорсткі правила в команді, став більше працювати над технічним і тактичним вдосконаленням гри, привіз разом з собою декілька перспективних новачків, здатних підсилити гру команди, став більше звертати увагу на місцевих футболістів, більше коштів стало виділятися на розвиток футбольних шкіл. Під керівництвом Байдачного команда відразу ж «вистрілила», в першому колі сезону 1998 року сочінці довгий час трималися в трійці, але потім стали нагадувати про себе фінансові проблеми і, врешті-решт, клуб закінчив чемпіонат на 13-му місці, програвши останню гру чемпіонату елістинському «Уралану» з рахунком 2:6. У міжсезоння з команду залишили декілька лідерів, а рівноцінної заміни їм знайдено не було через фінансові проблеми команди. Тренер, не знаходячи в резерві гравців, здатних змінити гру команди, вирішив домогтися цього шляхом збільшення фізичних навантажень і помилився, навантаживши команду до межі. Почавши чемпіонат, команда після першого кола не здобула жодної перемоги і вважалася явним аутсайдером. Байдачний же, розуміючи, що не може вже нічого змінити, пішов з команди.

#### Віктор Антихович
У червні 1999 року на зміну Байдачному запросили Віктора Антіховича. Він часто опинявся в тих клубах, які або боролися за вихід, або за те, щоб залишитися. З'явившись в команді, він зумів згуртувати колектив, але добитися довгоочікуваної перемоги так і не вдавалося.
Після першого кола в команду були запрошені Максим Деменко, який у 18 років вже виступав в основному складі київського «Динамо», а також Костянтин Коваленко, який в міжсезоння разом з Германом Кутарбою перейшов з «Жемчужини» в «Аланію». Ще був запрошений Рустам Мустафін, відомий своїми виступами за московське «Торпедо», пізніше в команду прийде Петро Хрустовський з Камишина, Дмитро Градиленко, який залишився на півроку без футболу і належав «Торпедо». Посилена команда починає громити всіх підряд. Для виходу з небезпечної зони вильоту з Ліги у другому колі після 6 перемог на своєму стадіоні і нічиїх в Москві з «Локомотивом» і в Елісті з «Ураланом» їй залишалося в Сочі перемогти «Ротор». Але сочінці на своєму стадіоні першими пропустили гол — лідер сочинської команди Геннадій Тумілович не зміг парирувати удар головою Єсипова. Але ще до перерви Арташес Калайджян, який діяв на позиції правого захисника замість травмованого Бондарука, подав м'яч в штрафну, де ліберо Деменко, зависнувши в повітрі, зумів головою переправити м'яч у кут воріт Чічкіна. Манук Какосян прийняв довгий пас від Коваленка і прострілив на дальню штангу, де м'яч вже чекала нога Хрустовського. Рахунок 2:1. Але після того, як сочінці не реалізували два виходи один на один Єсипов зрівняв рахунок — 2:2. «Жемчужина» опинилася в першому дивізіоні.
| 23.10.1999 | «Жемчужина» (Сочі)           | 2 — 2 | «Ротор» (Волгоград)  | Сочі                                                                            |  |
|            | Деменко 44' Хрустовський 49' |       | Єсипов 3' Єсипов 86' | Стадіон: Центральний ім. С. Метревелі Глядачі: 5,500 Суддя: Микола Іванов (СПб) |  |

#### Перший дивізіон
Після вильоту з вищого дивізіону у команди не було коштів, щоб заявитися в перший дивізіон, з великими труднощами був знайдений спонсор (розглядалося навіть питання про об'єднання з краснодарською «Кубанню»). Більшість гравців з колишнього складу поїхали в інші клуби. Після повернення на Батьківщину Арсен Найдьонов насилу знайшов гравців: під прапори команди були запрошені 36-річні Назім Сулейманов, Тимур Богатирьов, Гоча Гогрічіані. Команда закінчила перше коло на восьмому місці. Пізніше в команду прийшли Євген Сонін, Олександр Єщенко, Арташес Калайджян (повернувся в Сочі, півроку провів у Новоросійську), і навіть ця команда, посилившись, не змогла залишитися в першій лізі; в кінці чемпіонату вистрілив Назім Сулейманов, мабуть, згадавши про те, як в 1995 року громив «Спартак» в складі «Аланії» і приносив їй чемпіонство, в двох останніх матчах відзначився п'ять разів, і в команди з'явилися примарні шанси, але їх не стало після поразки від «Арсеналу» з Тули і нічиєї з липецьким «Металургом». Так закінчилася історія «Жемчужини» тих років.

#### Другий дивізіон
Після вильоту з першого дивізіону був запрошений новий тренер — Іштван Йожефович Секеч, який поставив завдання виховати гравців, а потім виходити класом вище. Клуб був розділений на три команди.
Перша під керівництвом Секеча виступала в зоні «Південь» другого дивізіону, а друга — на першість краю в першій лізі, в ній були зібрані хлопці 1983/1984 років народження, тренером цієї команди був Назім Сулейманов, який нещодавно закінчив вищу школу тренерів. Третя команда виступала на першість міста під керівництвом В'ячеслава Васильовича Васильєва. Підсумок — 9-те місце й невиразна гра.
Наступний сезон команда провела під керівництвом нового головного тренера, колишнього гравця «Жемчужини», Назіма Сулейманова, якого також не вдалося привести клуб до поставленої мети.
Свій останній сезон «Жемчужина» знову починала з Арсеном Найдьоновим, який пропрацювали до жовтня і передав виконання обов'язків головного тренера легенді сочинського футболу Геннадію Бондаруку.
Після третього невдалого сезону в 2-му дивізіоні і величезних боргів було вирішено розформувати клуб.

### Відродження клубу

#### Аматорська футбольна ліга
У 2007 році Арсен Найдьонов вирішив відродити сочинську «Жемчужину». Команду назвали «Жемчужина-А», кістяк складали гравці шахтинського «Буревісника-ЮРГУЕС», який під керівництвом Найдьонова завоював в 2006 році Кубок Південного федерального округу і став віце-чемпіоном на міжнародному турнірі в Ірландії. Президентом і головним тренером відроджуваної «Жемчужини» став сам Арсен Юдилійович, а допомагав йому Гоча Гогрічіані. Клуб впевнено виступив у Аматорській футбольній лізі (ЛФЛ), посівши друге місце в чемпіонаті ПФО і четверте — в кубку ПФО, й по праву заслужив повернення в професійний футбол.

#### Другий дивізіон. Сезон 2008
2008 рік для сочинського вболівальника став роком відродження улюбленої для багатьох команди «Жемчужина», поява якої в професійному футболі знову змусило «битися» серця її відданих уболівальників, в пам'яті яких ще не забуті колишні успіхи й часи, коли сочинський футбол був у всіх на устах в Росії. У міжсезоння зусиллями президента клубу А. Ю. Найдьонова був підібраний непоганий склад. Упевнені результати товариських матчів вселяли надію на успішний виступ в першості.
Початок сезону для сочинської команди видався важким. Так, під керівництвом головного тренера Юрія Нестеренка футбольний клуб «Жемчужина-Сочі» в 10 матчах 1 кола набрав всього 10 очок (2 перемоги, 4 нічиї, 4 поразки) і знаходився на 12-му місці в декількох кроках від зони «вильоту», що було незадовільним результатом, враховуючи гучні заяви «батька» відродженого клубу А. Ю. Найдьонова про високі завдання на сезон.

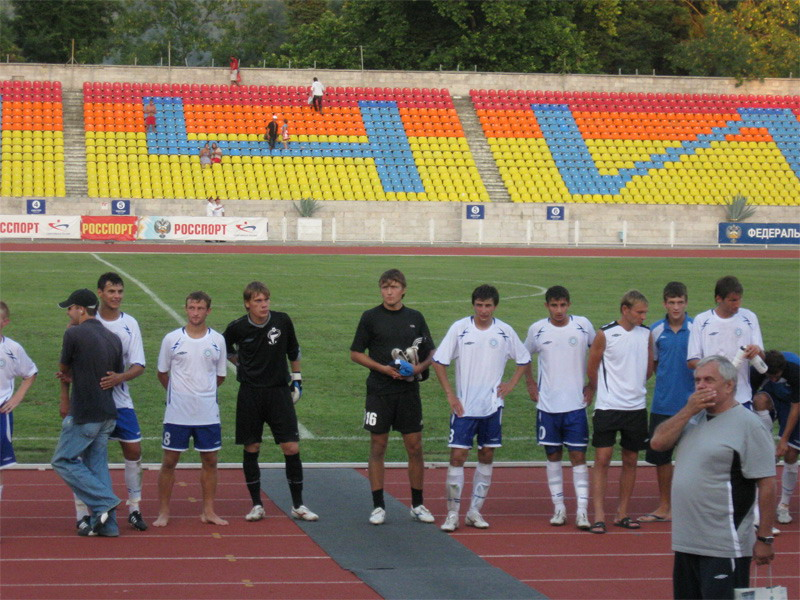
Нагородження найкращого гравця першого кола, 11 серпня 2008 року.

Далі Юрія Нестеренка на посаді головного тренера футбольного клубу «Жемчужина-Сочі» змінив Геннадій Бондарук (офіційно головними тренерами були Віктор Гузь та Гіві Керашвілі, так як Бондарук не мав належної категорії, але де-факто командою керував він), в минулому гравець і капітан команди, який зіграв в її складі 182 матчі у Вищій Лізі. Окрім цього, відбулися зміни і в керівництві: президентом клубу став Дмитро Якушев (відомий бізнесмен), генеральним директором призначений Антон Мілов. З такими змінами «Жемчужина» закінчила перше коло на позитивній ноті, зайнявши 8-му сходинку в турнірній таблиці (ще 4 перемоги, 2 нічиї, 1 поразка).
Після проведеного періоду дозаявок клуб підсилився декількома досвідченими гравцями: Степан Акелькін («Динамо» Брянськ), Сергій Акімов («Ротор»), Едуард Гикан («Машук-КМВ»), Олександр Клюєв («Дмитров»), Лев Корольов («Сочі-04»), Дмитро Пінчук й Євген Шворень («Олімпія»).
Вище вказані гравці привнесли свіжість і впевненість в гру команди, однак, повною мірою не виправдали сподівання вболівальників на відмінний виступ команди. Друге коло чемпіонату запам'ятався великими перемогами ФК «Жемчужини-Сочі» над «Дагдизелем» з рахунком 5:0 та «Нікою» з Красного Суліна з рахунком 6:0, безліччю «незапланованих» нічиїх зі середнячками й аутсайдерами та виїзною перемогою над одним з лідерів — ФК «Краснодар» — з рахунком 2:1. У кінцівці першості «Жемчужина» здобула три впевнені перемоги над клубами «Астрахань», «Ротор» та «Кавказтрансгаз-2005» із загальним рахунком 6:0, на честь яких давалися салюти над Центральним стадіоном м. Сочі.

#### Вихід в перший дивізіон. Сезон 2009
Головним тренером «Жемчужини-Сочі» був затверджений Олег Василенко, три роки пропрацював в молодіжному складі «Сатурна». Новим віце-президентом клубу був призначений Борис Раппопорт. У 2009 році клуб виконав поставлене керівництвом завдання — вийти в перший дивізіон, забезпечивши собі перемогу ще за 4 тури до завершення першості.

#### Чергове розформування
29 липня 2011 року в ряді ЗМІ з'явилася інформація про те, що клуб знявся з першості ФНЛ сезону 2011/12 років. Однак адміністрація клубу виступила з офіційним спростуванням цих заяв, опублікувавши на офіційному сайті клубу відповідну заяву. 6 серпня президент клубу Дмитро Якушев заявив, що «Жемчужина» не братиме надалі участі в Першості ФНЛ. Незважаючи на зняття головної команди з першості ФНЛ дублюючий склад «Жемчужини-Сочі» довів до кінця свої виступи у вищій лізі чемпіонату Краснодарського краю і кубку Краснодарського краю сезону 2011 року.

#### Друге відродження й безславний кінець
У 2012 році «Жемчужина» знову була відроджена на аматорському рівні вже під назвою «Жемчужина-РУДН». Команду очолив Олександр Тумасян. Керівники клубу заявили про бажання повернути команді в майбутньому професійний статус. У 2012 році команда виступала у вищій лізі чемпіонату Краснодарського краю і кубку Краснодарського краю. Після завершення сезону Тумасяна на посаді головного тренера команди змінив Юрій Биков.
25 січня 2013 року голова адміністрації Сочі Анатолій Пахомов заявив, що на сезон-2013/14 «Перлина» заявиться до другого дивізіону. Однак цього так і не відбулося. У січні-квітня 2013 року «Жемчужина» під керівництвом Бикова провела ряд товариських матчів, в тому числі проти клубу РФПЛ нижегородської «Волги». Остання гра команди відбулася 10 квітня 2013 року. У ній «Жемчужина» поступилася «Читі» з рахунком 0:1. «Жемчужина» в 2013 році не заявилася ні в чемпіонат та кубок Краснодарського краю, ні в чемпіонат та кубок Південного федерального округу, ні в першість Росії в другому дивізіоні, ні в Кубок Росії.
Того ж дня, коли «Жемчужина» провела свій останній матч, 10 квітня 2013 року, на зустрічі Анатолія Пахомова з представниками клубу «Спарта» (Щолково) було заявлено про переїзд команди з Щолково в Сочі. Повідомлялося, що клуб буде називатися «Спарта-Жемчужина-Сочі», а її головний тренер Андрій Тихонов планує вивести команду до вищих ешелонів професіонального футболу за три роки. Незабаром після цього клуб «Спарта» у відповідь на заяву уболівальників «Жемчужини» звернувся до них із закликом до діалогу. У цій заяві зокрема згадувалося про можливість співіснування в місті двох команд — «Спарти» й «Жемчужини».
Проте наприкінці травня 2013 року в ЗМІ з'явилася інформація про те, що «Спарта» може припинити своє існування. Спочатку ці дані були названі «Спартою» такими, що не зовсім відповідають дійсності. Однак через кілька днів клуб оголосив про припинення свого існування.

## Досягнення
- Друга нижча ліга чемпіонату СРСР
  -  Чемпіон (1): 1991 (4-та зона)

- Перший дивізіон чемпіонату Росії
- Чемпіон (1): 1992 (зона «Захід»)

- Другий дивізіон чемпіонату Росії
- Чемпіон (1): 1992 (зона «Південь»)

## Рекорди та серії

### Командні

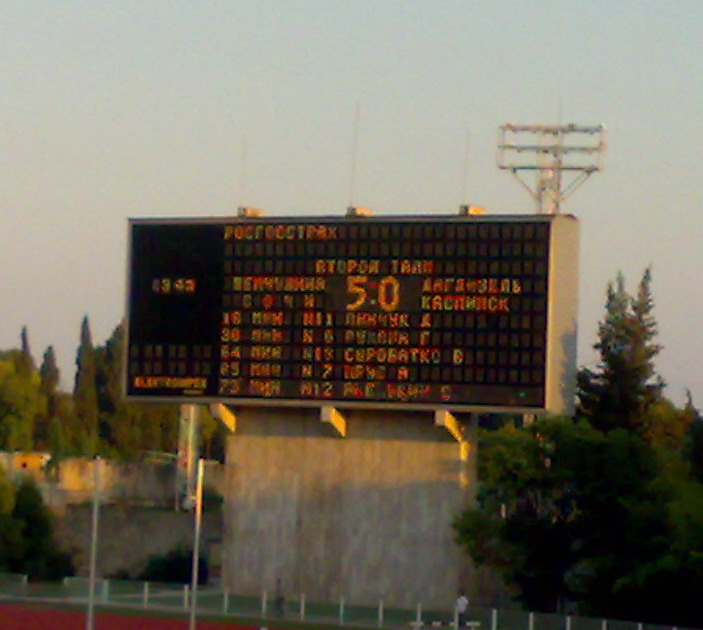
Жемчужина-Сочі — Дагдизель 5:0, 11 серпня 2008 року.

Усього матчів: 590¹ (з них 42 у чемпіонаті СРСР, 3 у кубку РРФСР, 25 у кубку Росії, 4 у кубку ПФЛ) 

Усього перемог: 236 (з них 27 у чемпіонаті СРСР, 2 у кубку РРФСР, 9 у кубку Росії, 1 у кубку ПФЛ) 

Усього нічиїх: 123 (з них 10 у чемпіонаті СРСР, 3 у кубку Россіі², 1 у кубку ПФЛ) 

Усього поразок: 231 (з них 5 у чемпіонаті СРСР, 1 у кубку РРФСР, 13 у кубку Росії, 2 у кубку ПФЛ) 

¹ —  без урахування Чемпіонату і Кубку серед аматорських клубів зони ПФО  

² —  вихід по пенальті .
Усього забитих м'ячів: 872
- У чемпіонаті СРСР: 91
- У кубку РРФСР: 5
- У вищій лізі: 268
- У першій лізі: 177
- У другій лізі: 294
- У кубку Росії: 33
- У кубку ПФЛ:  '4'

Усього пропущених м'ячів: 844
- У чемпіонаті СРСР: 33
- У кубку РРФСР: 3
- У вищій лізі: 390
- У першій лізі: 153
- У другій лізі: 217
- У кубку Росії: 43
- У кубку ПФЛ: 5

Найбільші перемоги:
- 5:0 — «Каспій» (Каспійськ) (1991), «Торпедо» (Армавір) (1991), «Автодор» (Владикавказ) (2001), Дагдизель (Каспійськ) (2008);Жемчужина-Сочі — Дагдизель 5:0, 11 серпня 2008 року.
- 6:1 — «Нарт» (Черкеськ) (2002), Торпедо (Владимир) (1992), «Автодор» (Владикавказ) (2009);
- 6:0 — «Ніка» (Красний Сулін) (2008), «Енергомаш» (Белгород) (1992);
- 7:0 — ФК «Таганрог» (2009)
- 10:0 — «Локомотив» (Мінеральні Води) (2001).

Найбільші поразки:
- 3:7 — «Спартак» (Москва) (1999).
- 0:5 — «Дружба» (Будьоновськ) (1991), «Аланія» (Владикавказ) (1995);
- 1:6 — СКА (Ростов-на-Дону) (2003);
- 0:6 — Спартак (Москва) (1995);
- 0:7 — «Ротор» (Волгоград) (1995);

Безпрограшні серії:
- 21 матч (сезон 1991).
- 15 матчів (сезон 2009).
- 10 матчів (сезон 2008).
- 8 матчів (сезон 1997) — «Чорноморець» (Новоросійськ) — 2:2; КАМАЗ (Наб. Челни) — 1:0; ЦСКА (Москва) — 1:1; Зеніт (С.-Петербург) — 1:0; «Крила Рад» (Самара) — 1:0; «Балтика» (Калінінград) — 0:0; Ростсельмаш (Ростов-на-Дону) — 0:0; «Локомотив» (Москва) — 0:0.
- 7 матчів (сезон 1998) — «Тюмень» (Тюмень) — 0:0; Спартак (Москва) — 1:1; ЦСКА (Москва) — 2:1; «Торпедо» (Москва) — 1:0; «Ротор» (Волгоград) — 1:1; «Шинник» (Ярославль) — 2:1; «Чорноморець» (Новоросійськ) — 3:1.

### Індивідуальні

#### Матчі
Загалом
- Геннадій Бондарук — 251 матч (182 у вищому дивізіоні),
- Станіслав Бондарєв — 197 матчів (139 у вищому дивізіоні),
- Тимур Богатирьов — 185 матчів (146 у вищому дивізіоні).

В чемпіонатах СРСР
- Андрій Муригін — 41 матч,
- Сергій Чекмезов — 41 матч.

У вищому дивізіоні
- Геннадій Бондарук — 182 матчі.

У першому дивізіоні
- Гоча Гогрічіані — 62 матчі.

У другому дивізіоні
- Руслан Бесланеєв — 103 матчі.

#### Голи
Усього
- Гоча Гогрічіані — 73 (31 у вищому дивізіоні),
- Тимур Богатирьов — 38 (37 у вищому дивізіоні),
- Роберт Зебелян — 34.

В чемпіонатах СРСР
- Володимир Макєєв — 24

У вищому дивізіоні
- Тимур Богатирьов — 37

У першому дивізіоні
- Гоча Гогрічіані — 36

У другому дивізіоні
- Роберт Зебелян — 29
- Олексій Дрьомов — 28

#### Найшвидший гол
- 1 хвилина, Гуджа Рухія, сезон 2009; 13 вересня, Кавказтрансгаз-2005 — Жемчужина-Сочі — 1:3

#### «Сухі» серії воротарів
- Олександр Чихрадзе, 579 хвилин — сезон 2009;
- Сергій Чекмезов, 521 хвилина — сезон 1991;
- Євген Крюков, 510 хвилин — сезон 1997.

### Ювілейні голи¹
|     | Дата             | Автор               | Суперник              | Турнір          |
| --- | ---------------- | ------------------- | --------------------- | --------------- |
| 100 | 28 квітня 1992   | Гоча Гогрічіані     | АПК (Азов)            | Перша ліга      |
| 200 | 5 липня 1993     | Гоча Гогрічіані     | Гекріс (Новоросійськ) | Кубок Росії     |
| 300 | 22 липня 1995    | Руслан Суанов       | Торпедо (Москва)      | Вища ліга       |
| 400 | 11 червня 1998   | Артур Кузнєцов      | Локомотив (Москва)    | Вища ліга       |
| 500 | 2 квітня 2001    | Олександр Нікулін   | Спартак (Анапа)       | Другий дивізіон |
| 600 | 14 вересня 2002  | Віталій Баламестний | Дружба (Майкоп)       | Другий дивізіон |
| 700 | 21 жовтня 2008   | Євген Шворень       | ФК «Астрахань»        | Другий дивізіон |
| 800 | 5 листопада 2009 | Гуджа Рухія         | «Батайськ-2007»       | Другий дивізіон |

¹ — без урахування м'ячів у технічних перемогах та автоголів.

#### Виклики до збірної
У період з 1991 по 2008 роки в збірні команди своїх країн викликалися наступні футболісти «Жемчужини»:
- Максим Деменко
- Гоча Гогрічіані
- Зураб Іонанідзе
- Костянтин Лєдовських
- Канат Мусатаєв
- Манук Какосян
- Роберт Зебелян
- Назім Сулейманов
- Казимир Гудієв
- Геннадій Тумилович
- Олександр Муканін
- Денис Книтель

## Результати виступів

### Чемпіонат СРСР
| Сезон | Дивізіон                 | Місце | І  | В  | Н  | П | М     | О  | Примітки                                |
| ----- | ------------------------ | ----- | -- | -- | -- | - | ----- | -- | --------------------------------------- |
| 1991  | Друга нижча ліга, 4 зона | 1     | 42 | 27 | 10 | 5 | 91-33 | 64 | Перший сезон клубу; Вийшов у першу лігу |

### Кубок РРФСР
| Сезон | Вихід в стадію | І | В | Н | П | М   |
| ----- | -------------- | - | - | - | - | --- |
| 1991  | 1/16 фіналу    | 3 | 2 | 0 | 1 | 5-3 |

### Чемпіонат Росії
| Сезон   | Дивізіон                                  | Місце | І  | В  | Н  | П  | М'ячі   | О   | Примітки                                                     |
| ------- | ----------------------------------------- | ----- | -- | -- | -- | -- | ------- | --- | ------------------------------------------------------------ |
| 1992    | Перша ліга, «Захід»                       | 1     | 34 | 24 | 5  | 5  | 84-40   | 53¹ | Вийшов у Вищу Лігу                                           |
| 1993    | Вища ліга                                 | 13    | 34 | 10 | 10 | 14 | 52-62   | 30² | Гога Гогрічіані відщначився рекордними для себе 13-ма голами |
| 1994    | Вища ліга                                 | 9     | 30 | 8  | 11 | 11 | 44-48   | 27³ | Володимир Філімонов відзначився 9-ма голами                  |
| 1995    | Вища ліга                                 | 13    | 30 | 8  | 4  | 18 | 36-69   | 28  | Тимур Богатирьов забив 10 м'ячів                             |
| 1996    | Вища ліга                                 | 15    | 34 | 10 | 6  | 18 | 38-57   | 36  |                                                              |
| 1997    | Вища ліга                                 | 14    | 34 | 11 | 7  | 16 | 38-51   | 40  | «Суха» серія Євген Крюков — 510 хвилин                       |
| 1998    | Вищій дивізіон                            | 13    | 30 | 9  | 8  | 13 | 31-48   | 36  |                                                              |
| 1999    | Вищій дивізіон                            | 15    | 30 | 5  | 11 | 14 | 29-55   | 26  | Вилетів з вищого дивізіону                                   |
| 2000    | Перший дивізіон                           | 17    | 38 | 12 | 7  | 19 | 48-70   | 43  | ‎Вилетів з першої ліги                                        |
| 2001    | Другий дивізіон, «Південь»                | 9     | 38 | 16 | 6  | 16 | 59-47   | 32  |                                                              |
| 2002    | Другий дивізіон, «Південь»                | 11    | 40 | 16 | 6  | 18 | 60-51   | 54  |                                                              |
| 2003    | Другий дивізіон, «Південь»                | 18    | 38 | 9  | 5  | 24 | 36-66   | 32  | Клуб розформований                                           |
| 2007    | ЛФЛ. Зона ПФО. Попередній етап.           | 4     | 20 | 12 | 3  | 5  | 33-20   | 39  | Вийшов у фінальний етап                                      |
| 2007    | ЛФЛ. Зона ПФО. Фінальний етап             | 2     | 20 | 12 | 1  | 7  | 30-17   | 37* | Вийшов у другу лігу ПФЛ                                      |
| 2008    | Другий дивізіон, «Південь»                | 6     | 34 | 14 | 12 | 8  | 48-30   | 54  | Перший професійний сезон після відродження                   |
| 2009    | Другий дивізіон, «Південь»                | 1     | 34 | 29 | 2  | 3  | 91-22   | 89  | Вийшов у перший дивізіон                                     |
| 2010    | Перший дивізіон                           | 8     | 38 | 16 | 9  | 13 | 45-44   | 57  |                                                              |
| 2011/12 | Перший дивізіон                           | 20    | 38 | 8  | 2  | 28 | 22 − 81 | 26  | Виключений з ФНЛ                                             |
| 2012    | Чемпіонат Краснодарського краю. Вища ліга | 5     | 22 | 11 | 7  | 4  | 37-18   | 40  |                                                              |

¹ ² ³ — до 1995 року за перемогу нараховувалися 2 очки
- — Половина матчів попереднього етапу турніру йшла в залік фінального етапу. Всього у фінальному етапі «Жемчужина-А» провела 10 матчів: + 7 = 0-3, різниця м'ячів 20-7, 21 очко. Всього в чемпіонаті «Жемчужина-А» провела 30 матчів: + 19 = 3-8, різниця м'ячів 53-27, 60 очок.

### Кубок Росії
| Сезон                                 | Вихід в стадію | І | В | Н | П | М'ячі              | Примітки                |
| ------------------------------------- | -------------- | - | - | - | - | ------------------ | ----------------------- |
| 1992/93                               | 1/32 фінаду    | 2 | 1 | 0 | 1 | 3-1                |                         |
| 1993/94                               | 1/16 фіналу    | 1 | 0 | 1 | 0 | 1-1 + пенальті 3-4 |                         |
| 1994/95                               | 1/8 фіналу     | 2 | 1 | 0 | 1 | 4-3                |                         |
| 1995/96                               | 1/8 фіналу     | 2 | 1 | 0 | 1 | 3-5                |                         |
| 1996/97                               | 1/16 фіналу    | 1 | 0 | 0 | 1 | 0-1                |                         |
| 1997/98                               | 1/16 фіналу    | 1 | 0 | 0 | 1 | 0-3                |                         |
| 1998/99                               | 1/8 фіналу     | 2 | 1 | 0 | 1 | 3-5                |                         |
| 1999/00                               | 1/16 фіналу    | 1 | 0 | 0 | 1 | 0-4                |                         |
| 2000/01                               | 1/16 фіналу    | 2 | 1 | 0 | 1 | 3-3                |                         |
| 2001/02                               | 1/128 фіналу   | 2 | 1 | 1 | 0 | 1-0 + пенальті 4-5 |                         |
| 2002/03                               | 1/256 фіналу   | 1 | 0 | 0 | 1 | 1-4                |                         |
| 2003/04                               | 1/256 фіналу   | 2 | 0 | 1 | 1 | 3-7 + пенальті 3-1 |                         |
| 2007. ЛФЛ. Зона ПФО. Попередній етап  | 1/4 фіналу     | 1 | 1 | 0 | 0 | 2-0                | Вийшов у фінальний етап |
| 2007. ЛФЛ. Зона ПФО. Фінальний етап]] | Фінальний етап | 3 | 0 | 0 | 3 | 3-7                | 4 місце, 0 очок         |
| 2008/09                               | 1/512 фіналу   | 1 | 0 | 0 | 1 | 0-1                |                         |
| 2009/10                               | 1/32 фіналу    | 4 | 3 | 0 | 1 | 11-4               |                         |
| 2010/11                               | 1/32 фіналу    | 1 | 0 | 0 | 1 | 0-1                |                         |
| 2011/12                               | 1/16 фіналу    | 2 | 1 | 0 | 1 | 5-5                |                         |
| 2012. Кубок Краснодарського краю      | 1/4 фіналу     | 3 | 2 | 0 | 1 | 9-6                |                         |

## Відомі гравці
| - Геннадій Бондарук (1991—1999) - Мурат Магомедов (1992—1994) - Тимур Богатирьов (1993—1998, 2000) - Євген Крюков (1994—1998) - Станіслав Дубровін (1995, 1998, 2009) - Іван Левенець (1997) - Максим Деменко (1999) - Любомир Кантоністов (1999) - Петро Хрустовський (1999) - Дмитро Градиленко (1999) - Олександр Чихрадзе (2009) - Дмитро П'ятибратов (2009) - Костянтин Гордіюк (2009) | - Георгій Мікадзе (2009) - Нілтон Мендес (1998) - Ассаф аль-Халіфа (1994, 1998) - Манук Какосян (1997—1999) - Арсен Аветісян (2000—2003) - Роберт Зебелян (2002—2003, 2009) - Олександр Горшков (1996—1997) - Гога Гогрічіані (1992—1993, 1996—1999, 2000, 2003) - Зураб Іонанідзе (1996) - Геннадій Тумилович (1998—1999) - Костянтин Коваленко (1997, 1998, 1999) - Костянтин Лєдовських (1999—2000) - Назім Сулейманов (1997—2000) |